# Restauradores (metrostation)
Restauradores is een metrostation aan de Blauwe lijn
Het station is geopend op 29 december 1959, de perrons zijn op 11 februari 1977 verlengd.
Het is gelegen aan de Praça dos Restauradores.